# Епир
Епир (грч. Ήπειρος , алб. Epiri) је историјска и географска област у западном делу Балканског полуострва, данас подељена између Грчке и Албаније. Историјска средишта Епира су Јањина у Грчкој и Ђирокастра у Албанији. Главни град римске провинције Епир је био Никополис (лат. Nicopolis).

## Порекло назива
Појам Епир долази из грчког језика, где реч  значи „копно”. Првобитно се односила на супротност Крфу и осталим Јонским острвима. Албански назив је изведен из грчког. Лазар Томановић 1873. године Епир назива Горњом Арбанијом.

## Положај и границе области
Данашњи Епир се налази на западу Балканског полуострва, на западној обали Јонског мора. Област се пружа између планинског венца Пинда на истоку до јонске обале на западу. Северна граница је Валонски залив, а јужна Амбракијски залив.
Већи (2/3), средишњи и јужни део Епира је данас у оквирима Грчке, а мањи, северни део (1/3) припада Албанији.

## Природни услови
Рељеф: Епир је планинско подручје, у ком доминира планински венац Пинда. Највиши врхови ланца са преко 2.000 метара надморске висине, налазе се на источним границама Епира ка суседној Тесалији. Ту се налази и највиши врх ланца Смоликас (2637 m). У приобалном западном делу налази се неколико омањих приморских равница и плодних долина. Ово се посебно односи на равнице око Арте, Превезе, Игуменице и Саранде.
Клима у Епиру се мења од приобалног запада до високопланинског истока. У јонском приморју на западу она је изразито средоземна, а како се залази у унутрашњост и како расте надморска висина она добија континенталне одлике, а на великим висинама и оштрије планинске. У вези са тим Епир поседује и средоземна летовалишта (Парга) и високопланинска скијашка одредишта (Мецовон).
Како је Епир положен на западу Балканског полуострва, он прима доста падавина током године. У Грчкој Епир управо област са највише падавина.
Воде: На западу Епир излази дугом границом на Јонско море , које је овде разуђено, стварајући низ мањих залива и полуострва (Валонски залив, Амбракијски залив). Најважнији водотоци су реке Аос на северу и Ахерон на југу. У средишњем делу постоји и велико Јањинско језеро. У унутрашњости Епира постоји низ вештачких језера, која служе за снабдевање водом и за наводњавање.
Биљни и животињски свет се мења у сладу са климатским условима. У приморју се срећу средоземне врсте, а у унутрашњости се јављају типичне врсте за умерени климатски појас. Област је великим делом пошумљена, што је посебно значајно за услове Грчке.

## Историја
Подручје Епира насељено је још у време праисторије. Добро очувани остаци полигоналних зидина, позоришта и одеона код места Касопи у средишњем Епиру, односе се на онај део историје ове области када су у великом бронзаном добу први грчки насељеници настанили ове крајеве.
Због свог изразитог планинског карактера Епир је био на рубу старогрчког света. Дата област је први пут уједињена 370. п. н. е. под владарском лозом Екида. Познати владар из дате лозе био је Пир, чувен по изразу „Пирова победа”. 146. п. н. е. Епир је са остатком Грчке потпао под власт старог Рима. Као посебно значајна заоставштина римске власти, код Никополиса, у близини Превезе, постоје ископине старог града који је саградио Октавијан Август, када је извојевао победу над Марком Антонијем и Клеопатром (32. п. н. е.) код Акцијума.
Римску власт касније је наследила Византија, под којом Епир проводи неколико векова мира. Значај Епира нагло нараста падом Цариграда под Крсташе у Четвртом крсташком рату 1206. године. У области Епира крсташка власт се није успоставила, па се развила Епирска деспотовина, са којом је Немањићка Србија имала доста додира. Она је трајала до 1340. године, када је поново потпала под власт Византије. Позна Византија је већ тад била у расулу, па је до 1479. године највећи део Епира пао у руке Турака Османлија. Млеци су једино дуже држали неколико малих лука на јонској обали.
Османлијска владавина Епиром трајала је више од пет векова. Као забачена област у оквиру царевине Епир је имао одређене повластице. Међутим, током времена православни и грчки елемент је слабио, а муслимански и албански јачао. Од средине 18. века долази до опадања Османског царства, која се посебно осетила у пограничним и забаченим деловима, попут Епира. Ту се потпуно осамосталио месни албански владар, Али-паша Јањински 1788. године. Он је проширио своју власт на околне области и својом свирепошћу убрзао велики устанак Грка 1821. године. Устанак је донео самосталност грчкој држави, али је Епир тад остао изван њених граница. Епирски Грци више пута су се бунили током 19. века, али то није дало повољног исхода, већ је доводило до њиховог исељавања у Грчку или иностранство.
Већи део Епира је коначно прикључен Грчкој 1913. године, на основу грчких освајања током Првог балканског рата. Међутим, северни део Епира са изразито мешаним грчко-албанским становништвом је припао новооснованој Албанији, са чиме се Грци нису мирили, па је цело међуратно раздобље обележен бунама северноепирских Грка. Коначно, дато питање је решено после Другог светског рата, када је Грчка протерала Чам Албанце, као фашистичке колаборационисте, са југа, а примила много грчких пребеглица са севера Епира. После Другог светског рата грчки део Епира је постао засебна периферија у оквиру Грчке.

## Становништво
Данашње становништво Епира је везано за поделу области на Грчку и Албанију. Опште гледано, оба дела су слабо насељена.
У прошлости Грци су махом насељавали приморје и југ, Албанци север и побрђа, док су Цинцари били у високим планинским крајевима на истоку. Малобројни Турци су живели по градовима и били су махом везани за османску управу. Међутим, били су ретки крајеви Епира који су били потпуно етнички чисти.
Грчки део Епира је данас насељен махом Грцима, док је цинцарска мањина у Пиндима махом „погрчена”. Албанско становништво је протерано у матицу током 20. века због сарадње са италијанским фашистима током Другог светског рата. Једина присутна вероисповест је православље.
Албански део Епира је данас насељен већинским Албанцима и мањинским Грцима. Грчко становништво се значајним делом иселило у матицу током 20. века због притиска албанских комунистичких власти, али и даље постоје области са значајном грчком заједницом (Химара, Бутринт, јужно албанско приморје).
Претежна вероисповест је православље (већина Албанаца, Грци), а мањинска ислам (мањина Албанаца), по чему је ова област различита од остатка Албаније.

## Привреда
Грчки део Епира спада у слабије развијене делове државе, а главне привредне ране су пољопривреда, шумарство и туризам. Туризам је све важнија грана, а занимљиво је да је Епир много познатији по зимском, скијашком туризму (Мецовон) него по летњем, приморском (Парга). Омања, претежно лака индустрија је развијена у већим градским средиштима (Јањина, Арта), а Игуменица је важна лука на Јонском мору.
Албански део Епира, иако осетно неразвијенији од грчког, спада у развијене делове државе, а главне привредне ране су пољопривреда и туризам. Туризам је све важна грана, посебно јужно албанско приморје (Бутринт, Химара, Саранда). Валона је важна лука на Јонском мору.